# Lokomotiva 350
Lokomotiva řady 350 je dvousystémová elektrická lokomotiva, přezdívaná Gorila. Patří k nejrychlejším a nejvýkonnějším lokomotivám vyrobeným v Československu. Vyráběl ji podnik Škoda Plzeň pod typovým označením 55E.

## Historie
Na konci 60. let 20. století se vlivem stále rostoucí hmotnosti vnitrostátních i mezinárodních rychlíků a nedostatku výkonných lokomotiv, které by tyto rychlíky vedly, začalo v Československu uvažovat o vývoji nové řady lokomotiv. 23. prosince 1969 podalo Federální ministerstvo dopravy ČSSR oficiální zakázku na vývoj dvousystémové, rychlíkové lokomotivy s výkonem 4 000 kW a maximální rychlostí 160 km/h (pro podvozek a další mechanické části až 200 km/h). Dále byla požadována hmotnost lokomotivy do 88 tun a výkonná elektrodynamická brzda.
Vývojem nové lokomotivy byla pověřena Škoda Plzeň, šéfkonstruktérem byl Ing. František Palík, CSc.
Jedním ze zcela nových konstrukčních celků, které měly být na lokomotivě (označené ES 499.0) uplatněny, byly podvozky pro vysoké rychlosti. Aby byl vývoj urychlen, po dohodě s ČSD byla poslední lokomotiva ze série řady E 469.3 (123) vybavena těmito podvozky za účelem zkoušek. Roku 1972 s ní byly na Železničním zkušebním okruhu Cerhenice prováděny rozsáhlé zkoušky a tato lokomotiva (později označená řadou 124) zde vyvinula rychlost 219 km/h; podvozky vyhověly a po několika drobných změnách byly použity právě u řady 350 a následně i dalších lokomotiv Škoda II. generace. V roce 1973 byl vyroben první prototyp označený jako ES 499.0001. Skříň byla opatřena tehdy neobvyklou kombinací šedomodré a pastelově šedé uprostřed, design podtrhovaly boční černé linky a podvozky, celkový vzhled efektně doplňovaly světle červené tabulky a oranžové sběrače.  V rámci testování dosáhl 3. dubna 1974 na ŽZO Cerhenice rychlosti 180 km/h. V létě 1974 byl stroj ES 499.0001 poprvé přelakován do velmi působivého světle červeného nátěru s výrazným širokým světle krémovým obvodovým pásem a stejně barevnými linkami pod bočními okapy. Protože byl ve stejné době výrobně dokončen i druhý prototyp ES 499.0002, byl opatřen shodným nátěrem. Druhý prototyp byl zpřevodován na rychlost 200 km/h. Prototypy byly zařazeny do služby u ČSD 28. a 29. prosince 1974. Lokomotivy začaly sloužit na expresních vlacích Slovenská strela a Hungaria. Odpadla časově náročná výměna lokomotivy v místě styku dvou železničních napájecích soustav v Kutné Hoře a díky tomu se uvedené vlaky mohly stát nejrychlejšími na tehdejší síti ČSD. Během podzimu 1975 bylo vyrobeno 18 sériových lokomotiv, cena jedné lokomotivy činila 6 454 000 Kčs. Po úspěšném testování těchto strojů následně FMD objednalo výrobu série čistě stejnosměrné řady E 499.2 (nyní 150), odvozené z řady 350; vyrobena byla roku 1978.

## Technický popis
Lokomotiva řady 350 měla na svou dobu moderní hranatý design. Na pravé bočnici jsou žaluzie výdechů chlazení, do kterých uprostřed zasahuje odporová skříň (viz obrázek). I mezi zahraničními odborníky jsou lokomotivy řady 350 (spolu se sesterskou řadou 150) považovány za jedny z designově nejhezčích elektrických lokomotiv v Evropě.
Podvozek disponuje dvoustupňovým vypružením šroubovými pružinami s příčným a svislým tlumením hydraulickými tlumiči. Na rámu jednoho podvozku jsou umístěny dva stejnosměrné trakční motory AL 4741 Flt, každý o výkonu 1 000 kW. Regulace výkonu je odporová a má 56 stupňů. Přenos síly na jednotlivé nápravy je řešen kloubovou spojkou Škoda. Brzdový systém tvoří pneumatická přímočinná brzda, samočinná brzda s elektricky ovládaným brzdičem, ruční zajišťovací brzda a také elektrodynamická brzda o výkonu 3 600 kW, tu lze aktivovat při rychlostech vyšších než 60 km/h a poté její funkci přebírá brzda samočinná.
Z výroby byly všechny lokomotivy až na poslední stroj 350.020 osazeny na svou dobu poměrně futuristickým řízením pomocí tlačítek. Tento systém se však příliš neosvědčil a na posledním vyrobeném stroji bylo již nainstalováno tzv. unifikované stanoviště strojvedoucího. Později byly na toto provedení upraveny i všechny ostatní stroje. Regulace výkonu je tak realizována klasickým pákovým jízdním kontrolérem.
Lokomotiva řady 350 předběhla možnosti tehdejší infrastruktury a její potenciál nebyl dlouhou dobu využit. Například své maximální rychlosti 160 km/h začaly lokomotivy pravidelně dosahovat až po úpravách trati a povolení této rychlosti v úseku Brno – Břeclav teprve v roce 2000.

## Provoz
Celá řada byla po vyrobení a zkouškách dodána do RD Bratislava s určením pro elitní mezinárodní vlaky na hlavním tahu Praha – Brno – Bratislava – Budapešť. Po elektrizaci dalších tratí v 80. letech byla nasazena i na vlacích do Košic a v některých letech se příležitostně objevovala např. na Ostravsku či v Děčíně. Po roce 2000 byl její provoz stabilizován na obou zmíněných hlavních ramenech a navíc doplněny jízdy z Budapešti do Košic přes Miskolc. Lokomotivy jsou deponovány v Bratislavě bez jakýchkoli přesunů do dnešních dnů. Celkem bylo vyrobeno 20 lokomotiv řady 350, po nehodách tří strojů jich je v provozu (2008) jen 18; jeden po opravě byl navrácen zpátky do provozu (viz níže).
V roce 2023/24 zajišťují dopravu vlaků vyšší kvality (EC, IC, Ex) a rychlíků na trase:
- Bratislava – Žilina – Poprad – Košice
- Často se objevují jako náhrada za novější lokomotivy

## Nehody
- Lokomotiva 350.009 byla zničena při tragické srážce u Nových Kopist v listopadu 1989.[2]
- Lokomotiva ES 499.0010 byla zničena při tragické nehodě expresu Meridian na bratislavské hlavní stanici dne 28. června 1977.[3] Tehdy zcela nová lokomotiva tak jezdila v provozu pouhý rok.
- Lokomotiva 350.011 byla poničena (zničené jedno čelo) po srážce se sypačem u Liptovského Mikuláše večer 23. ledna 2013.[4] Po opravě v ŽOS Vrútky a převozu během 2. a 3. září 2014 do domovského depa je opět v provozu.[5]

## Zajímavosti
Lokomotiva je zachycena také na poštovní známce vydané roku 1989 africkým státem Guinea-Bissau.

## Galerie

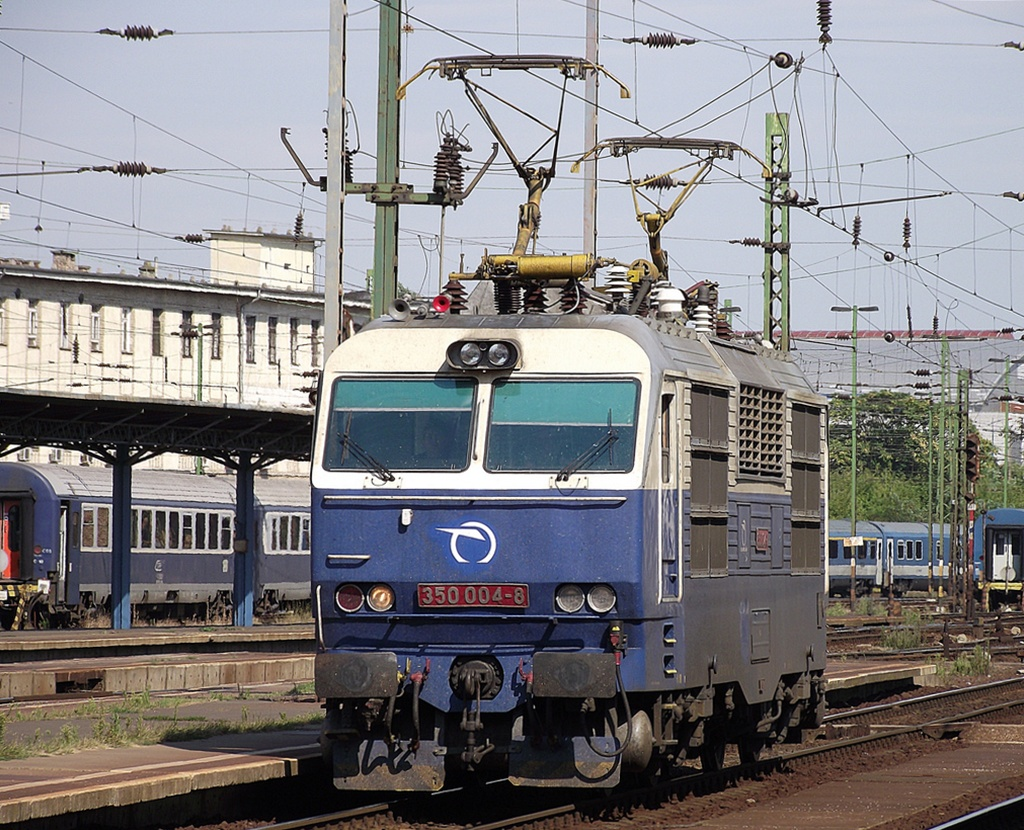
Lokomotiva 350.004 v Budapešti
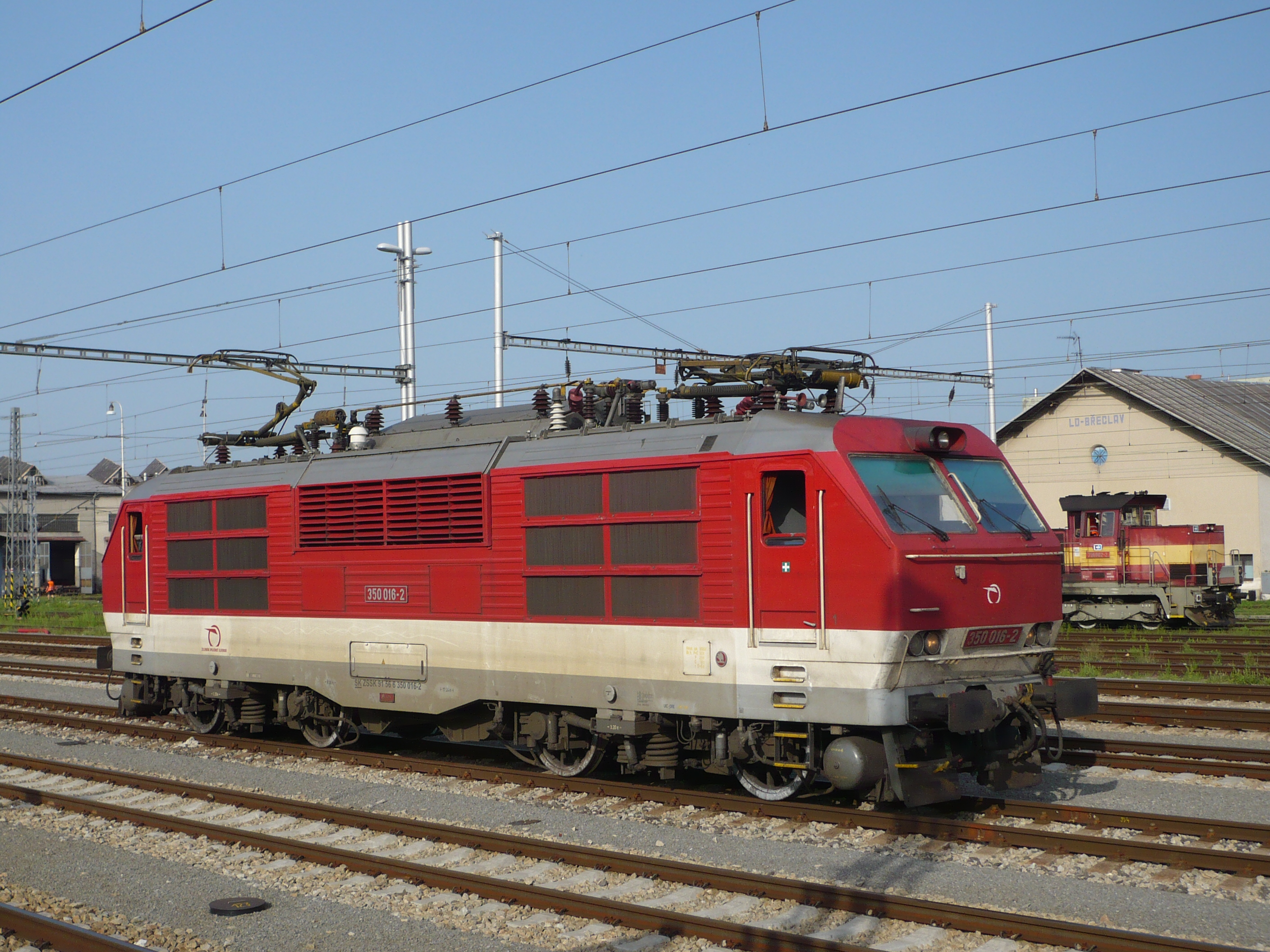
Lokomotiva 350.016 v Břeclavi
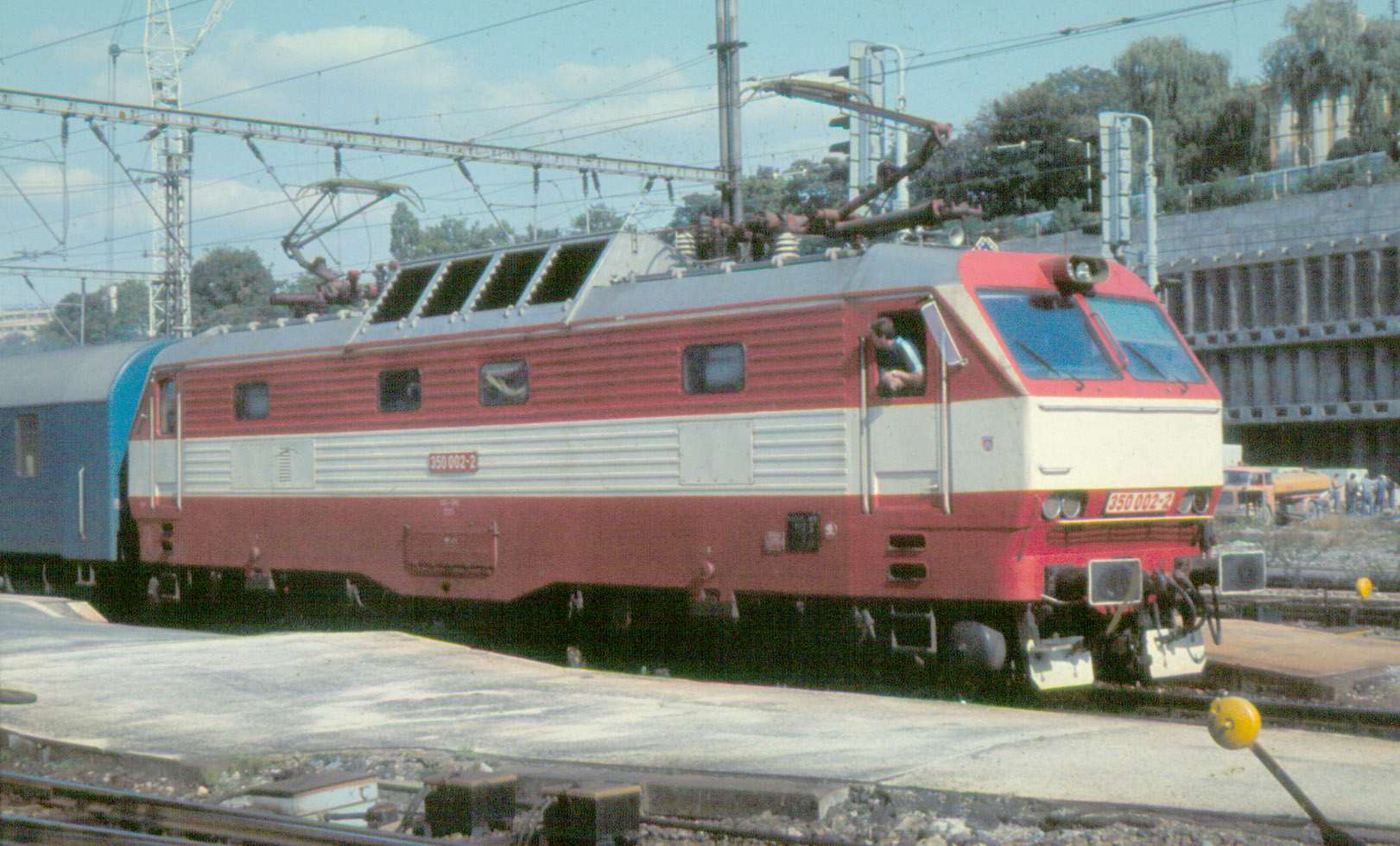
Stroj 350.002 v nátěru z počátku 90. let
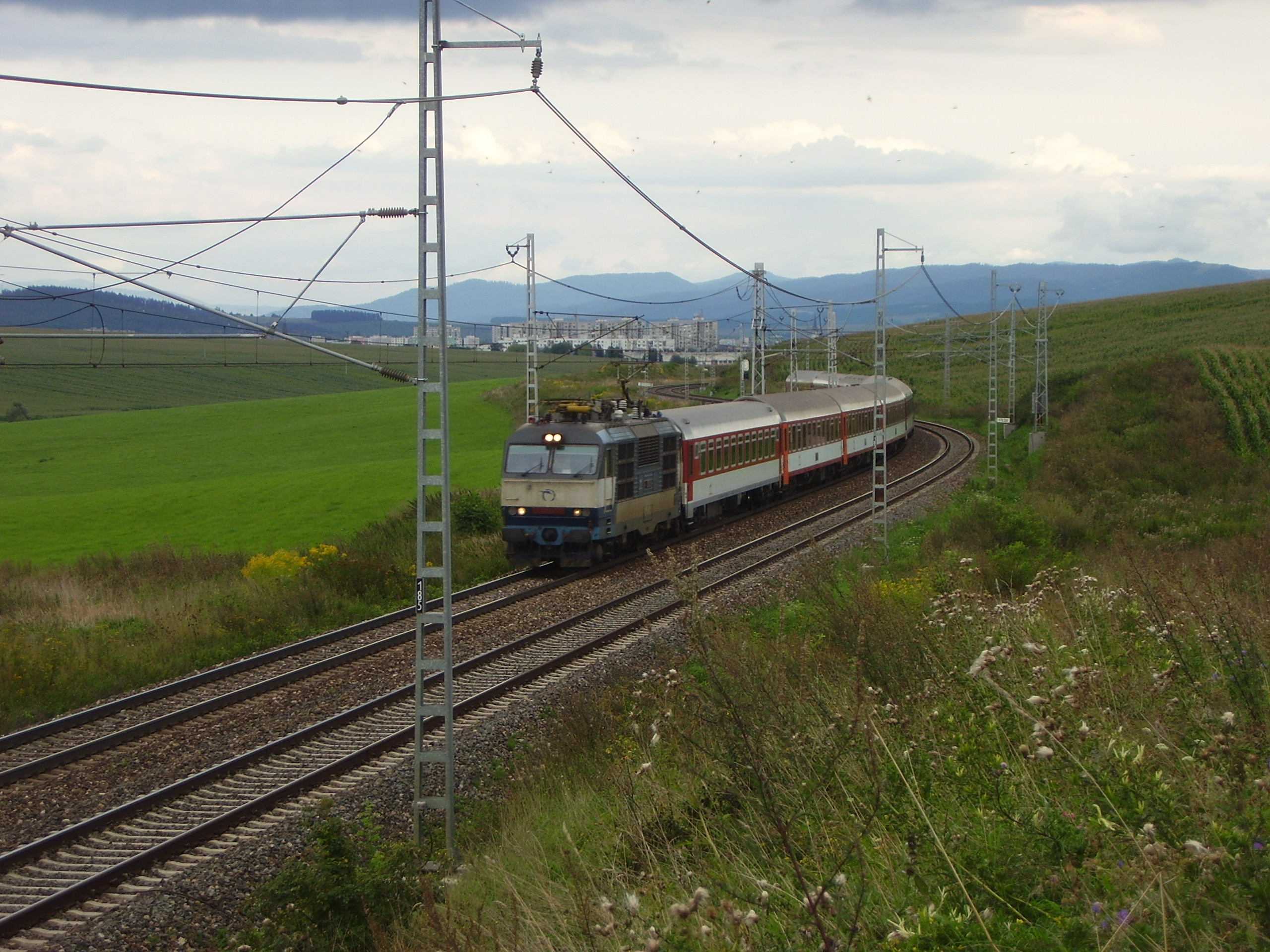
Lokomotiva 350 v čele IC ve Spišských Tomášovcích
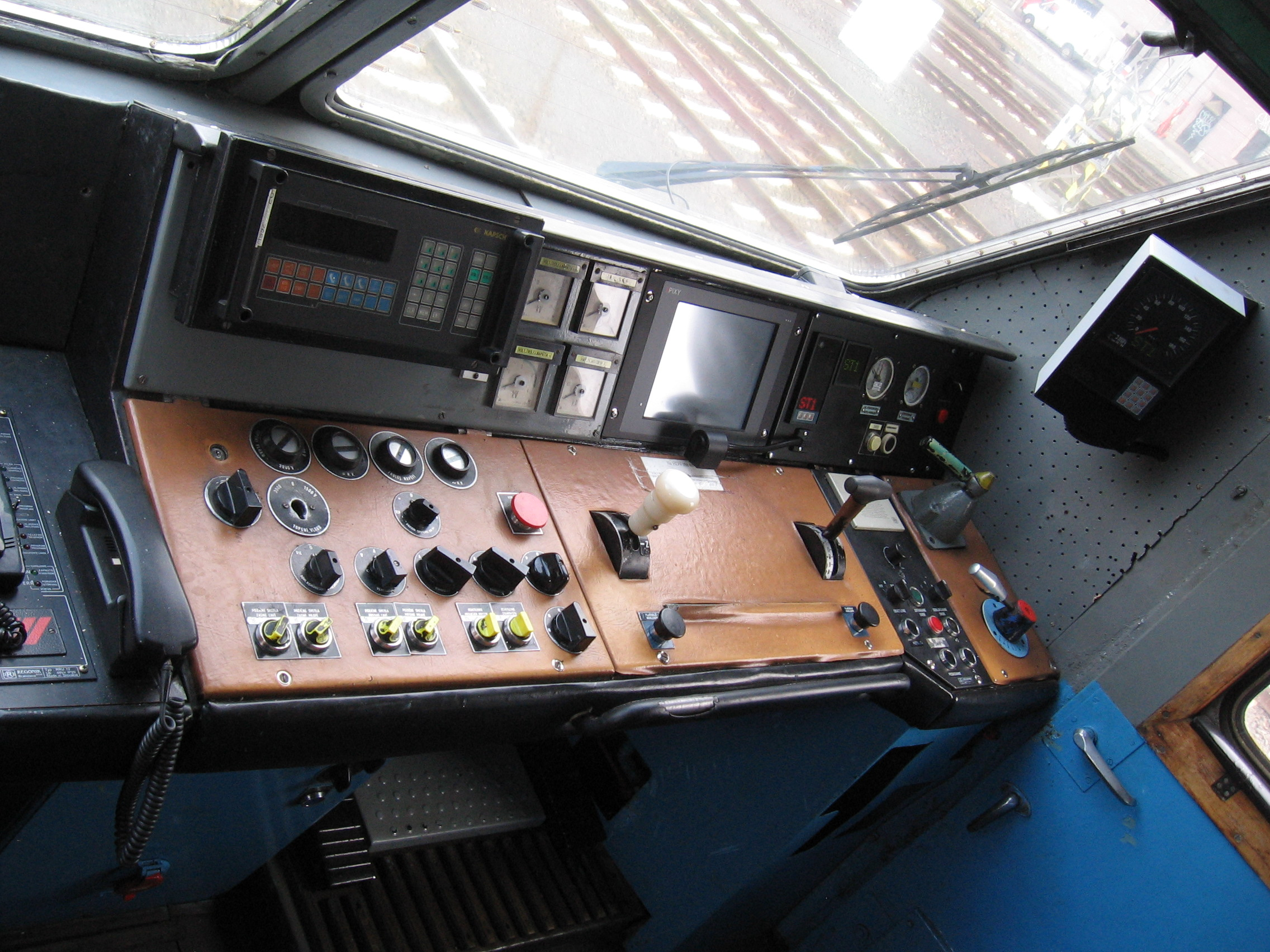
Stanoviště strojvedoucího